# Aeschynanthus janowskyi
Aeschynanthus janowskyi är en tvåhjärtbladig växtart som beskrevs av Rudolf Schlechter. Aeschynanthus janowskyi ingår i släktet Aeschynanthus och familjen Gesneriaceae. Inga underarter finns listade i Catalogue of Life.